# Кристи, Линфорд
Линфорд Сисеро Кристи (англ. Linford Cicero Christie, род. 2 апреля 1960 года) — британский спринтер. Олимпийский чемпион 1992 года на дистанции 100 метров (последний на данный момент чемпион из Европы). Чемпион мира 1993 года. Шестикратный чемпион Европы. Трёхкратный победитель Игр Содружества.
Принимал участие в Олимпийских играх 1996 года на дистанциях 100 и 200 метров. На дистанции 200 метров смог дойти до четвертьфинала, на 100 метров в финале за фальстарт был дисквалифицирован.
В 1999 году был уличён в использовании допинга.